# 共存
| ウィキペディアには「共存」という見出しの百科事典記事はありません（タイトルに「共存」を含むページの一覧/「共存」で始まるページの一覧）。 代わりにウィクショナリーのページ「共存」が役に立つかもしれません。 |